# Gjon Hiluk Gazulli
Gjion Hiluk Gazulli ( Dajç, Albania, 26 de marzo de 1893-Shkodër, Albania, 5 de marzo de 1927) fue un sacerdote católico albanés, mártir.

## Primeros Años
Gjon Gazulli era hijo de Hiluk Gazulli hermano de Nikole Gazulli. Después de terminar la escuela en su ciudad natal, continuó su educación en el Seminario Pontificio de Shkodër. En 1912 fue a estudiar a Roma, y luego a Francia y Austria. El 4 de agosto de 1919 fue ordenado sacerdote.

## Ministerio sacerdotal
Después de la ordenación, trabajó primero en la parroquia de Gjadra, cerca de Lezhy, luego en Qelez y Komana. En 1923 se involucró en la actividad política, colaborando con Luigj Gurakuqi y Avni Rustem. Al mismo tiempo, en la casa donde vivía, fundó la primera escuela mixta de Albania. 
Después del regreso de Ahmed Zogu al poder en enero de 1925, Gazulli se hizo famoso, como su crítico, por ser un gobernante inaceptable, y luego se convirtió en instigador de la rebelión antigubernamental que tuvo lugar en el invierno de 1926 en la tierra de Dukagjin y la tierra de los mirditas.
La causa de la rebelión fue la pérdida de cosechas y los católicos locales estaban convencidos de que el gobierno de Tirana representaba a los musulmanes y no se preocupaba por sus intereses. La rebelión fue sofocada por tropas gubernamentales compuestas por musulmanes, encabezadas por Muharrem Bajraktari.

## Últimos días
El 26 de diciembre de 1926 Gazulli fue arrestado. Acusado de incitar a la población a la rebelión y de participar en los preparativos del levantamiento del 2 de enero de 1927, fue condenado a muerte por un tribunal militar. Ejecutado públicamente en Shkodër en la horca el 5 de marzo de 1927. Las últimas palabras del sacerdote antes de su ejecución fueron: “Muero inocente. Viva Cristo, nuestro rey. Viva la Iglesia Católica, madre nuestra. Viva el Papa, nuestro padre. Larga vida a Albania y a los verdaderos albaneses”. Gazulli fue el único sacerdote católico ejecutado en Albania durante el reinado de Ahmed Zogu. Está enterrado en el cementerio católico Rrmaj en Shkodër. Junto con su hermano es uno de los mártires de Albania.

## Proceso de beatificación
El 20 de junio de 2024 el Papa Francisco autorizó su decreto de martirio.